# Exército de Resistência do Senhor

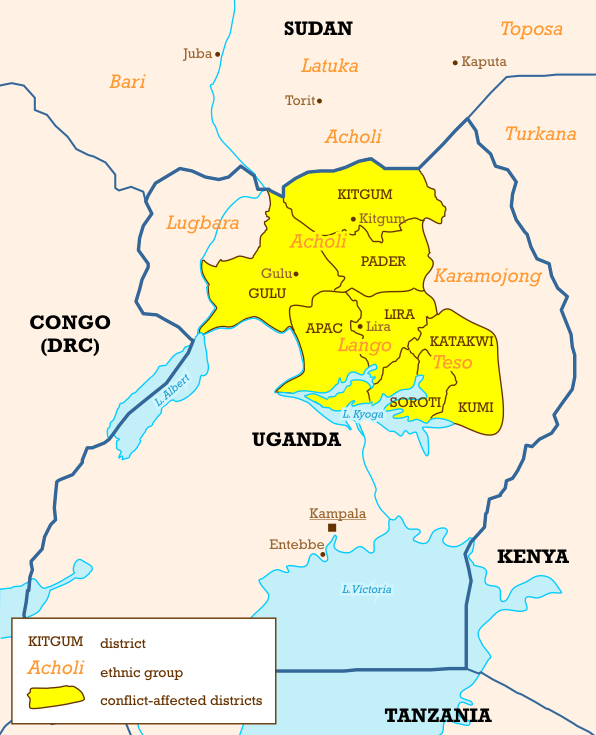
Áreas afetadas pela rebelião do Exército de Resistência do Senhor desde 2002

Exército de Resistência do Senhor (em inglês:  Lord's Resistance Army, LRA) ou Movimento de Resistência do Senhor é um grupo sectário sincrético e militar do norte de Uganda. Foi formado em 1987, após o fim da Guerra Civil de Uganda., e está envolvido em uma revolta armada contra o governo de Uganda, no que é hoje um dos conflitos mais longos da África. É liderado por Joseph Kony, que se proclama o "porta-voz" de Deus e um médium espiritual, principalmente do Espírito Santo, que os Acholi acreditam que pode representar-se em muitas manifestações.
O grupo é sincrético, com elementos de cristianismo apocalíptico, mas também de misticismo, islamismo e religião tradicional, e pretende instituir um Estado teocrático baseado nos dez mandamentos e na tradição Acholi.
O Exército de Resistência do Senhor é acusado de violações generalizadas dos direitos humanos, incluindo assassinatos, tortura, estupro, sequestro de civis, escravidão sexual de mulheres e crianças, uso de crianças-soldados para participar de hostilidades e uma série de massacres.
O grupo atua principalmente no norte de Uganda, mas também em partes do sul do Sudão do Sul, República Centro Africana e no leste da República Democrática do Congo.  O Exército de Resistência do Senhor é atualmente proscrito como uma organização terrorista pelos Estados Unidos.